# لما شفتك (فلم)
لما شفتك (بالإنجليزية: When I Saw You) هو فيلم درامي فلسطيني/ أردني مشترك من إخراج آن ماري جاسر. أُصدر في عام 2012، ويحكي قصة الفدائيين الفلسطينيين واللاجئين في الأردن في أواخر ستينيات القرن العشرين. نافس الفيلم كمدخل لمهرجان توزيع جوائز الأوسكار الخامس والثمانين عن فئة أفلام اللغات الأجنبية وبصفته الفيلم الفلسطيني الوحيد، لكنه لم يتأهل للمرحلة النهائية. وقد فاز في مهرجان أبوظبي السينمائي الدولي بجائزة أفضل فيلم عربي، وبجائزة لجنة التحكيم الخاصة في مهرجان الفيلم العربي للسينما في وهران، ومهرجان القاهرة السينمائي الدولي، وجائزة دون كيشوت لمهرجان قرطاج السينمائي. 

## وصلات خارجية
- الموقع الرسمي
- لما شفتك على موقع IMDb (الإنجليزية)
- لما شفتك على موقع ميتاكريتيك (الإنجليزية)
- لما شفتك على موقع روتن توميتوز (الإنجليزية)
- لما شفتك على موقع قاعدة بيانات الأفلام العربية
- لما شفتك على موقع ألو سيني (الفرنسية)
- لما شفتك على موقع Turner Classic Movies (الإنجليزية)
- لما شفتك على موقع أول موفي (الإنجليزية)
- لما شفتك على موقع فيلمافينيتي (الإسبانية)
- لما شفتك على موقع قاعدة بيانات الفيلم (الإنجليزية)
- لما شفتك على موقع ليتربوكسد (الإنجليزية)